# いまに哲夫のジョイフルモーニングニッポン
いまに哲夫のジョイフルモーニングニッポン（いまにてつおのジョイフルモーニングニッポン）はニッポン放送で放送されていたラジオ番組である。パーソナリティは今仁哲夫（元ニッポン放送アナウンサー）。1996年4月1日放送開始、2000年12月29日放送終了。

## 放送内容
平日早朝という時間帯であることからリスナーターゲットを高齢者に定めていたため、曲目も懐かしの歌謡曲が中心だった（ゲストも演歌歌手がほとんどだった。）。また、番組内では「早起きリビング」という通販コーナーもあった（ただし、このコーナーは子会社のニッポン放送プロジェクトの扱いとなっている。）。

## 放送時間
| 放送期間   | 放送期間   | 放送時間（JST）                   | 備考                                                 |
| ---------- | ---------- | --------------------------------- | ---------------------------------------------------- |
| 1996.04.01 | 1998.03.27 | 月曜日 - 金曜日 5:00 - 6:30(90分) |                                                      |
| 1998.03.30 | 2000.03.31 | 月曜日 - 金曜日 4:30 - 6:00(90分) |                                                      |
| 2000.04.03 | 2000.12.29 | 月曜日 - 金曜日 5:00 - 6:00(60分) | 「ミュージック・イン・ハイフォニック」開始に伴い縮小 |

## テーマ曲
- オープニングテーマは「夜明けのスキャット」（由紀さおり）（ - 1999年3月）、「おお シャンゼリゼ」（1999年4月 - ）。
- エンディングテーマ及びジングルにはシルヴィ・ヴァルタンの「Irrésistiblement」。

## 主なコーナー（1999年10月）
4:30台
- オープニング
- ニュースフラッシュ　（当時のタイムテーブルには記載なし）
- レンチャンファイブ
- 今週の歌　（当時のタイムテーブルには「おまかせ5時前」と記載。また、このコーナーでネット局は飛び降り）

5:00台
- ニュース立ち話・天気予報
- ゲスト朝一番
- 心の灯
- 早起きリビング
- 火だるま
- 50'sグラフィティー朝のナビゲーター　（鈴木文彌や出光ケイなどが電話出演していた）
- エンディング

## ネット局
- ニッポン放送（キー局）

番組開始当初は関東ローカル番組であったが、1998年春に午前帯の再編で放送時間が繰り上がったことに伴い一部のNRN系列局でもネットされるようになった。2000年春に放送時間が縮小されると再び関東ローカルとなった。
原則としてネット局では1998年3月31日から2000年3月31日までの火 - 金曜日4:30 - 5:00に放送していた。
- STVラジオ
- 栃木放送
- 京都放送
- 南海放送
- 西日本放送
- 高知放送
- 九州朝日放送

### ネット局に関する特記事項
- ニッポン放送が「ラジオ・チャリティー・ミュージックソン」のために番組を休止した場合も、ネット局では裏送りで当番組を放送していた。
- 1998年4月以降も月曜日は関東ローカルだったが、STVラジオのみ1999年4月から月曜日もネットするようになった。
- STVラジオは1998年4月末から1999年3月の間は4時30分より自社製作番組を放送していたため、ネットを打ち切っていた。ただし、オープニングのネット局紹介ではしばらくの間ネット局として紹介していた。
- 南海放送と高知放送は1998年10月に「いすゞ歌うヘッドライト〜コックピットのあなたへ〜」のネットを打ち切ったことに伴い、「オールナイトニッポンR」とともにネットを開始した。